# Adolphe Stern
Adolphe Stern (n. 14 noiembrie 1848, București, Țara Românească – d. 1931, București, România) a fost conducător al comunității evreiești în România, avocat, publicist, scriitor și traducător evreu român.
A urmat gimnaziul și cursuri liceale la București și ca elev a compus un imn pentru celebrarea domnitorului Cuza. A continuat studii de drept la Leipzig, primind titlul de doctor în drept - a fost primul avocat evreu din România și profesor de drept internațional și privat la Școala liberă de științe politice și administrative din București.
A întemeiat în 1871 ziarul de limbă germană „Rumänische Post” și a colaborat la multe alte publicații a presei evreiești din România.
Adolphe Stern a fost printre fondatorii Uniunii Evreilor Pământeni, care a devenit mai târziu Uniunea Evreilor Români și conducătorul ei până în anul 1923.

## Cărțile lui
- 1892, 1896, 1906 – Codicele române.
- 1915 – Din viața unui evreu-român.
- 1921 – Însemnări din viața mea.
- 1929-1931 – După șapte decenii.

## Traducerile lui

### Traduceri în limba română
- Friedrich Schiller: Clopotul
- William Shakespeare: Hamlet, Iuliu Cezar, Regele Lear, Macbeth, Antoniu și Cleopatra, Visul unei nopți de sânziene, Negustorul din Veneția.
- Giovanni Pascoli
- Gabriele d’Annunzio
- Johann Wolfgang von Goethe
- Heinrich Heine
- Carmen Sylva
- Wilhelm Müller

### Traduceri în limba germană
- Din Vasile Alecsandri
- Din Cezar Bolliac
- Din Ioan Slavici
- Textele puse pe muzică de Cohen Lânaru, care au apărut în volumul „Melodii române”